# Adel Rouissi
Pour les articles homonymes, voir Rouissi.
Adel Rouissi est un footballeur tunisien qui évolue au poste de défenseur au sein du Club africain. Il est le frère des footballeurs Lotfi et Faouzi Rouissi.

## Carrière
- 1983-1992 : Club africain (Tunisie)

## Palmarès
- Vainqueur de la coupe d'Afrique des clubs champions en 1991
- Vainqueur de la coupe afro-asiatique des clubs en 1992
- Champion de Tunisie en 1990 et 1992
- Vainqueur de la coupe de Tunisie en 1992